# محمد باشا النيشانجي
محمد باشا النيشانجي (بالتركية: Nişancı Mehmed Paşa)‏ كان الصدر الأعظم للدولة العثمانية في الفترة ما بين أكتوبر 1717 حتى 9 مايو 1718.